# Jan Vogler
Jan Vogler (Berlino Est, 18 febbraio 1964) è un violoncellista tedesco naturalizzato statunitense che vive a New York.

## Biografia
Nato a Berlino Est, studiò prima con il padre Peter Vogler e successivamente con Josef Schwab a Berlino, Heinrich Schiff a Basilea e Siegfried Palm. All'età di 20 anni vinse il posto di primo violoncello della Sächsische Staatskapelle Dresden, diventando il più giovane musicista nella storia di questa orchestra a ricoprire quella posizione. Lasciò la posizione nel 1997 per perseguire una carriera da solista, trasferendosi a New York con sua moglie, la violinista Mira Wang e i loro due figli. Qui strinse amicizia con Bill Murray che lo raggiunse nel 2017 per un recital musicale nel Palazzo della Cultura a Dresda. Il programma, intitolato "New Worlds", è stato registrato per la Decca Records, l'album di debutto di Murray ed è stato in tournée in Germania e in America, tra i vari locali all'Elbphilharmonie di Amburgo ed alla Carnegie Hall di New York City.
Il compositore tedesco Jörg Widmann ha dedicato il suo concerto per violoncello Dunkle Saiten, 2000 a Vogler. Vogler si è esibito come solista con la New York Philharmonic, Chicago Symphony Orchestra, Boston Symphony Orchestra, Pittsburgh Symphony Orchestra, Orchestre symphonique de Montréal, Cincinnati Symphony Orchestra, Mariinsky Theatre Orchestra, Staatskapelle Dresden, Bavarian Radio Symphony Orchestra, Orchestra Sinfonica di Radio Stoccarda, Taiwan Philharmonic (NSO) e Orchestra Sinfonica di Vienna. Tra i suoi partner regolari figura Hélène Grimaud.
È un artista discografico della Sony e la sua discografia include la Suite per violoncello di Johann Sebastian Bach, il Concerto per violoncello di Dvořák con la New York Philharmonic, il Concerto per violoncello di Schumann e altre opere importanti.
Il suo violoncello è il Castelbarco/Fau, realizzato da Stradivari nel 1707.

## Premi
- 2002: Echo Klassik Strumentista dell'anno
- 2006: Echo Klassik, registrazione di musica da camera dell'anno, Divertimento per violino, viola e violoncello, K. 563 di Mozart[11]
- 2011: Erich-Kästner-Preis (Dresda)
- 2014: Echo Klassik Strumentista dell'anno

## Discografia parziale
- 2004: Cello Concertos. (Rundfunk-Sinfonieorchester Saarbrücken, diretta da Thomas Sanderling, Edel Classics).
- 2005: Ludwig van Beethoven e Robert Schumann: The Works for Cello e Piano (Vol. 1–3, Edel Classics).
- 2005: The Secrets of Dvořak's Cello Concerto. (New York Philharmonic, diretta da David Robertson, Sony BMG Music Entertainment (Germania)).
- 2006: W.A. Mozart: Divertimento, K. 563. (Moritzburg Festival, Sony BMG Music Entertainment (Germania)).
- 2007: My tunes. (Dresdner Kapellsolisten, diretta da Helmut Branny, Sony BMG Music Entertainment (Germania)).
- 2007: Concerti brillanti. (Münchener Kammerorchester, Sony BMG Music Entertainment (Germania)).
- 2009: Jan Vogler – the Cellist. (Portrait, Edel Classics).
- 2009: New Worlds. (The Knights chamber orchestra, diretta da Eric Jacobsen, Sony Music Entertainment).
- 2009: Experience: live from new york. (The Knights, Eric Jacobsen, Sony Music Entertainment).
- 2010: My tunes 2. (Dresdner Kapellsolisten, diretta da Helmut Branny, Sony Music Entertainment).
- 2012: Johann Sebastian Bach Cello Suites Sony Music Entertainment.
- 2017: New Worlds. (con Bill Murray, Decca Gold).